# Alien Shooter
Alien Shooter là một trò chơi máy tính thuộc thể loại bắn súng góc nhìn từ trên xuống do hãng Sigma Team đồng phát triển và phát hành vào năm 2003. Đây là phần đầu tiên trong dòng game Alien Shooter theo sau là Alien Shooter: Vengeance. Alien Shooter có hai bản mở rộng, Fight for Life và The Experiment, cả hai đều có thêm năm màn chơi mới và gồm cả sự kết thúc cho câu chuyện Alien Shooter.

## Lối chơi
Alien Shooter đưa người chơi hóa thân vào một chiến binh cố gắng chống lại cuộc xâm lăng của bầy sinh vật ngoài hành tinh hiếu chiến theo một phong cách video kiểu retro. Alien Shooter được thể hiện dưới góc nhìn từ trên xuống (góc nhìn 3/4) và khả năng tùy biến cao độ. Người chơi có thể lựa chọn giữa một loạt các nhân vật nam hay nữ, rồi còn một đống vũ khí và chất nổ tiên tiến có thể được mở khóa bằng cách "móc hầu bao". Các món đồ khác có thể mua được gồm kho đạn và cấy ghép sinh học cơ khí giúp cho người chơi có được khả năng chiến đấu bất khả chiến bại.
Alien Shooter được trình bày ở góc nhìn từ trên xuống, góc nhìn thứ ba (góc nhìn 3/4) và diễn ra trên chín cấp độ khó tăng dần. Mục tiêu chính của mỗi cấp là để loại bỏ tất cả những người ngoài hành tinh. Để làm như vậy, người chơi phải truy cập vào tất cả các khu vực mà cấp độ cung cấp (bằng cách hoàn thành các nhiệm vụ như kích hoạt lại máy phát điện, phá hủy tường và vô hiệu hóa trường lực, v.v.) và loại bỏ các mối đe dọa từ người ngoài hành tinh bên trong. Các cấp độ sau có các thiết bị dịch chuyển tức thời, sinh ra kẻ thù vô thời hạn và chỉ có thể bị phá hủy bằng chất nổ đặc biệt rải rác khắp cấp độ.
Các nhân vật có năm chỉ số: Sức mạnh, Chính xác, Sức khỏe, Bay và Tốc độ, và người chơi có tùy chọn nhập vai nhân vật nam hoặc nữ. Nhân vật nam có sức mạnh cao hơn, có thể bay cao hơn và chỉ số sức khỏe, ngược lại nhân vật nữ có độ chính xác và tốc độ cao hơn.
Sau khi bị tiêu diệt, kẻ thù ngoài hành tinh sẽ rơi ra chiến lợi phẩm bao gồm tiền, sức khỏe, đạn và các vật phẩm khác. Giữa các cấp độ, người chơi có thể mua vũ khí nâng cấp, mạnh mẽ hơn trong cửa hàng, cùng với việc nâng cấp chỉ số vĩnh viễn. Các nâng cấp tạm thời cũng có thể được mua, bao gồm "Mạng sống", Áo giáp, Máy bay tấn công, v.v. Hầu hết các vật phẩm trong cửa hàng cũng có thể được tìm thấy rải rác khắp các cấp độ.
Vào đầu năm 2030, chuyên gia nghiên cứu từ Tập đoàn Năng lượng MAGMA đã tạo ra các sinh vật kỹ thuật sinh học bằng cách trộn cả động vật dna và tế bào ngoài hành tinh từ thiên thạch mà chúng đã được tìm thấy. Những sinh vật đó đã được tạo ra thành công như ếch đột biến / ếch đẻ trứng, chim ăn thịt / chim hai chân nhiều tay, nhện khổng lồ và tê giác xe tăng. Tuy nhiên, một điều tồi tệ đã xảy ra, những người ngoài hành tinh dự định trốn thoát khỏi lồng của họ trong khi sử dụng thiết bị dịch chuyển như kế hoạch của họ. Nhiệm vụ của nhân vật chính để loại bỏ những người ngoài hành tinh bên trong những nơi thí nghiệm bị bỏ hoang. Khi nhân vật chính khám phá phòng thí nghiệm, gốc rễ của vấn đề được tiết lộ là một sự cố với một phép dịch chuyển thử nghiệmthiết bị. Bằng cách nào đó, những người ngoài hành tinh đã tìm cách tràn qua hàng loạt, giết chết nhà khoa học và lính canh đang làm việc trong phòng thí nghiệm. Đi sâu hơn vào khu phức hợp, nhân vật chính gặp phải những người ngoài hành tinh mạnh mẽ hơn bao giờ hết, và nhận ra rằng tất cả các nhà dịch chuyển phải bị tiêu diệt. Trò chơi đi đến hồi kết khi nhân vật chính đã tiêu diệt tất cả những người ngoài hành tinh và tiêu diệt tất cả những người dịch chuyển tức thời trong phòng thí nghiệm.
Đoạn cắt cảnh cuối cùng cho thấy một con ếch cái đẻ trứng thoát khỏi phòng thí nghiệm và chạy trốn. Câu chuyện được tiếp tục trong bản mở rộng đầu tiên, Fight For Life , và kết thúc trong bản mở rộng thứ hai, The Experiment .
- Fight for Life : Sáu tháng sau các sự kiện của Alien Shooter , rõ ràng là các sinh vật ngoài hành tinh đã trở lại. Nhân vật chính phải thăm lại phòng thí nghiệm và được giao nhiệm vụ khôi phục và triển khai một loại virus để tiêu diệt tất cả những kẻ xâm lược. Sau khi đến sâu trong phòng thí nghiệm, nhân vật chính xác định vị trí của virus, nhưng phát hiện ra rằng những người ngoài hành tinh đã tiêu diệt nó. Tuy nhiên, cuộc tấn công thứ hai vào phòng thí nghiệm buộc đám người ngoài hành tinh phải rút lui.
- The Experiment: Vài ngày sau Fight for Life, các nhà khoa học từ M.A.G.M.A. có kế hoạch thiết kế sinh học hai loài riêng biệt hoàn toàn mới là "khủng long đột biến" và người ngoài hành tinh "dơi axit" để giúp họ tiêu diệt những sáng tạo trước đây của mình. Họ thành công trong việc tạo ra các sinh vật, nhưng các sinh vật này lại điên cuồng và giết chết các nhà khoa học. Nhân vật chính trở lại một lần nữa để loại bỏ những người ngoài hành tinh vì mục đích tốt đẹp. Cùng với những người lính M.A.G.M.A., nhân vật chính cuối cùng đã giải cứu các nhà khoa học còn sống sót và lấy lại một mẫu DNA của các sinh vật.

## Cốt truyện
Cốt truyện của Alien Shooter nói về một người lính thủy quân lục chiến được cấp trên giao nhiệm vụ quét sạch một phòng thí nghiệm thử nghiệm có chứa thiết bị dịch chuyển tức thời cho phép người ngoài hành tinh đưa quân tới xâm chiếm Trái đất. Người chơi có thể sử dụng chất nổ làm nổ tung những cánh cửa đóng kín dẫn đến các khu vực bí mật hàng đầu, thế nhưng các ụ súng máy vẫn còn hoạt động và dấu vết còn lại của các biện pháp an ninh lại một lần nữa phụ trách việc bảo vệ khu phức hợp này. Sau lần thất bại trước các cuộc tấn công quân sự vào khu phức hợp, chính phủ đã trao cho người chơi quyền tiếp cận có điều kiện những loại vũ khí tiên tiến nhất lúc đó. Người anh hùng lại phải gánh vác trọng trách tiệu diệt thế lực ngoài hành tinh nhằm bảo vệ an nguy của nhân loại.

## Đón nhận
Vào năm 2012, GameSpot đã chấm cho game số điểm là 6.4/10 và lưu ý rằng "Trong khi tựa game đã làm tốt trước những lời hứa hẹn đem lại cho người chơi việc bắn hạ những sinh vật ngoài hành tinh, kết quả cuối cùng cũng lại là lặp đi lặp lại." Năm 2015, Metacritic đã đưa ra "Điểm Người Dùng" là 6.2/10 kết quả từ đánh giá hỗn hợp như: "Lối chơi thực sự thú vị hệt như một trò arcade, kiểu game chơi trong một khoảng thời gian ngắn"; và "lỗi thời và hoàn toàn chưa được bóng bẩy...dù vẫn còn là thú vui đơn giản."

## Game liên quan

### Alien Shooter - The Beginning
Một phiên bản di động của phần đầu tiên trên PC được chuyển sang iOS với hiệu ứng hình ảnh và các yếu tố mới.

### Alien Shooter Revisited
Alien Shooter Revisited là một phiên bản làm lại mới được phát hành vào năm 2010. Game gồm mười nhiệm vụ; chín loại vũ khí; ba mục chơi; hiệu ứng hình ảnh hiện đại; quá trình nâng cấp với sự giúp đỡ của các mô cấy; & mua thêm đồ dùng mang sang màn chơi tiếp theo.

### Alien Shooter 2: Reloaded
Alien Shooter 2: Reloaded được phát hành vào tháng 3 năm 2009. Hai nhiệm vụ mới đã được thêm vào cũng như một chế độ bắn súng riêng biệt gọi là Gun Stand.

### Theseus – Return of the Hero
Theseus – Return of the Hero được phát hành vào năm 2008. Game có những địa điểm mới, sáu loại vũ khí, 10 nhiệm vụ, hai mục chơi và những phụ tùng bổ sung có thể mua được.

### Alien Shooter 2: Conscription
Alien Shooter 2: Conscription được phát hành năm 2010. Game là phần nốt tiếp của Alien Shooter 2. Một sự kết hợp tuyệt vời vưa 2 dòng game Action và RPG.

### Alien Shooter TD
Alien Shooter TD được ra mắt năm 2017 (được coi là phiên bản mới nhất của dòng game Alien Shooter). Phiên bản này về cách chơi khác hoàn toàn với các phiên bản trước. Với gameplay là Tower Defense giúp người chơi trải nghiệm mới trên cốt truyện quen thuộc.

### Zombie Shooter
Zombie Shooter tương tự như bản game bắn súng góc nhìn từ trên xuống được phát hành vào năm 2007. Game có mười nhiệm vụ, chín loại vũ khí, tích lũy điểm kinh nghiệm cho đến việc kiếm được điểm kỹ năng đặc biệt dùng để nâng cấp cấy ghép, ba chế độ chơi và mua thêm trang thiết bị.
Trong câu chuyện này, loài người lại đứng trước hiểm họa một lần nữa. Lần này, các nhà khoa học không thể nào đẩy lùi được những mối đe dọa nguy hiểm và trở thành một bầy xác chết biết đi gọi là zombie. Đám đông zombie này đã tràn ngập các cơ sở nghiên cứu bí mật và sự lây lan khủng khiếp sắp lan rộng ra toàn thế giới. Nhiệm vụ của người chơi là tận dụng các cơ hội cuối cùng nhằm giải cứu nhân loại thoát khỏi sự tận diệt.